# ديارقصير (تريم)
'

تعديل مصدري - تعديل

ديارقصير هي إحدى قرى عزلة تريم بمديرية تريم التابعة لمحافظة حضرموت، بلغ تعداد سكانها 431 نسمة حسب تعداد اليمن لعام 2004.